# Ryszard Szretter
Ryszard Szretter (ur. 28 marca 1892 w Piotrkowie Trybunalskim, zm. 15 kwietnia 1955 w Warszawie) – polski fizjolog.
Studiował nauki przyrodnicze na Kursach Przemysłowo-Rolniczych w Warszawie (1912-1916) oraz w Uniwersytecie Warszawskim (1916-1920). W latach 1918–1920 pracował jako asystent w Katedrze Fizjologii Zwierząt Wolnej Wszechnicy Polskiej, a od 1920 do 1929 asystentem w Zakładzie Fizjologii Instytutu Biologii Doświadczalnej Towarzystwa Naukowego Warszawskiego. W 1928 otrzymał stopień doktora filozofii Uniwersytetu Warszawskiego (praca:O głodowej przemianie materji u wężów). W 1929 objął funkcję kierownika Laboratorium Fizjologicznego w Słupie, gmina Szczawin Kościelny, woj. mazowieckie.
Podczas wojny utrzymywał się z wyrobu zabawek, a po powstaniu warszawskim został wysiedlony w okolice Krakowa. W latach 1940–1944 brał udział w tajnym nauczaniu licealnym.
Od 1945 pracownik naukowy SGGW, do 1952 kierownik Zakładu Fizjologii, a następnie adiunkt w Katedrze Fizjologii Zwierząt i w 1955 po otrzymaniu tytułu profesora nadzwyczajnego, profesor w tej katedrze.
W pracy naukowej zajmował się fizjologią pracy oraz żywienia zwierząt gospodarskich. Badał między innymi: znaczenie kończyn przednich w rozwijaniu siły fizycznej u koni pociągowych, opracował wyniki pozwalające na oznaczenie wysiłku maksymalnego i określenie cech kwalifikujących organizm do wykonywania pracy fizycznej.
Od 1948 członek korespondent Towarzystwa Naukowego Warszawskiego.
Pochowany na Cmentarzu Ewangelicko-Augsburskim przy ulicy Młynarskiej w Warszawie (aleja E, grób 17).

## Wybrane publikacje naukowe
- O powstawaniu smugi i bruzdy pierwotnej w zarodku wróbla (1913)
- Praca w przemyśle. Szkic fizjologii pracy (1947)
- Z badań nad fizjologią koni roboczych (1947)
- Ruchliwość cieląt płci żeńskiej rasy czerwonej polskiej w budynkach (1951)